# Ana zauvek
Ana zauvek je strip epizoda Dilan Doga objavljena u Srbiji u svesci #195. u izdanju Veselog četvrtka. Na kioscima se pojavila 19. januara 2023. Koštala je 350 din (2,9 €; 3,36 $). Imala je 94 strane.

## Originalna epizoda
Originalna epizoda pod nazivom Anna per sempre objavljena je premijerno u #404. regularne edicije Dilana Doga u Italiji u izdanju Bonelija. Izašla je 30. aprila 2020. Koštala je 4,4 €. Scenario je napisao Roberto Rekioni, a epizodu su nacrtali  Seršo Đerazi i Đorđo Pontreli. Naslovnu stranu nacrtao Điđi Kavenađo.

## Kratak sadržaj
Nakon žestokog opijanja, Dilana opsedaju noćne more. U jednoj od njih nepoznata lepa žena dolazi da ga ubije. Dilan misli da se zaljubio u nju. Njeno ime je Ana Never. Narednog dana Dilan odlazi da šeta zapadnim delom Londona. Na reklami na Aldwych Theatru ugleda lik Ane Never koja glumi u predstavi. Ana se pojavljuje kao zvezda večeri u horor predstavi, koja neprekidno pravi grešku na ključnom mestu, ali se to publici uvek sviđa, jer misle da je greška deo predstave.  Upravniku pozorišta smeta što publika predstavu doživljava kao humor, a ne horor, te on izbacuje Anu iz pozorišta. Dilan joj prilazi da je uteši, ali Ana ga prepoznaje iz snova i beži od njega. Dilan je ipak sustiže nakon čega odlaze u kafić da popiju čaj. Dilan i Ana počinju da se zabavljaju. Nakon početne romanse, Dilan ne može da prestane da pije, te ubrzo nastaju problemi, koji se završavaju kao u najcrnjoj horor priči. Dilan davi Anu, te je prebacuje u bolnicu. Dilana hapse i smeštaju u ćeliju u kojoj on pokušava da se obesi. Kada se probudi u bolnici,  u posetu mu dolazi Ranija. (Njagi koji se di pored Dilanovog kreveta čita Kantovu Kritiku čistog uma.) Dilan misli da je ubio Anu, ali Ranija mu objašnjava da je to bila noćna mora pod uticajem morfijuma. Ranija objašnjava Dilanu da ga je ostavila upravo zbog ovakvog Dilanovog suicidnog karaktera. Jedne noći Dilan misli da mu je Ana došla u posetu, ali se ona brzo pretvara u Mater Morbi, majku svih bolesti. (Pogledati epizodu Mater Morbi.) Paradoksalno, Dilan uspeva da se joj se odupre tako što priznaje da je alkoholičar, te je pristaje da bude deo nje. Nakon izlaska iz bolnice, Dilana čeka Blok kojeg Dilan moli da ga odvede u centa za lečenje od alkoholizma.

## Značaj epizode
Epizoda pokazuje monstruozni karakter čoveka koji se, kada život pođe srećnijim tokom, prikriju, ali uskoro ponovo izađu na videlo. Epizoda pokazuje slabosti Dilanovog karaktera. Dok u originalnoj epizodi on pomaže drugoj osobi da prevaziđe noćne more sa Anom Never, u prerađenoj verziji (remake) Dilan mora da pomogne samom sebi. Dilan prolazi dug put od bolesnog čoveka koji najpre ignoriše problem i pretvara se da ne postoji, ali se na kraju ipak hvata u koštac s njim.

## Dilan Dog 666 - Početak post-meteorskog ciklusa
Ovo je četvrta sveska post-meteorskog ciklusa, kojim je resetovan serijal. Prvih šest epizoda serijala vodi se pod nazivom Dilan Dog 666. Tih prih šest epzioda su prerađene verzije prvih šest epizoda koje su u Italiji objavljene 1986. godine. Ova epizoda predstavlja preradu 4. epizode Priviđenje Ane Never, koja je u bivšoj Jugoslaviji objavljena 1987. godine.

## Premijerno izdanje ove epizode
Veseli četvrtak je već ranije (20.10.2022) objavio ovu epizodu kao kolekcionarsko izdanje u boji na A4 formatu pod nazivom Dilan Dog 666 (Prvi tom i Drugi tom).

## Prethodna i naredna epizoda
Prethodna sveska nosila je naslov Sečivo, mesec i ork (#194), a naredna Ubica (#196).